# Steenbecque
 Steenbecque là một xã ở tỉnh Nord ở miền bắc nước Pháp. Xã này có diện tích 11,96 km², dân số năm 1999 là 1612 người. Xã nằm ở khu vực có độ cao trung bình 18 mét trên mực nước biển.